# Goffredo di Strasburgo
Goffredo di Strasburgo (Gottfried von Straßburg) (Strasburgo, 1180 circa – 1215 circa) è stato un poeta tedesco.

## Biografia
Mancano documentazioni che accertino notizie biografiche complete sul poeta, e sebbene le sue date di nascita e morte non siano certe, si sa che fu contemporaneo di Walther von der Vogelweide, di Hartmann von Aue e di Wolfram von Eschenbach, che le sue origini familiari furono borghesi, che possedeva un'erudita cultura letteraria e che morì senza riuscire a completare l'opera fondamentale della sua carriera letteraria, il Tristano, un poema cavalleresco di 20 000 versi, ispirato al mito di Tristano e Isotta, scritto attorno al 1210.
Goffredo, considerato uno dei migliori poeti ad avere illustrato l'alto tedesco medio, per la realizzazione di questo capolavoro si ispirò alla leggenda propagata dallo scrittore francese Thomas de Britanje, arrivato fino ai nostri tempi grazie al ricalco in prosa eseguito dal monaco Roberto.
Oltre al tema principale dell'opera, Goffredo riprese anche il significato innovativo assegnato alla leggenda, cioè la fatale e affascinante attrazione dei due protagonisti, schiacciati da un destino tragico.
Ma il Tristan di Goffredo appare persino più riuscito dell'originale per la forma, per l'originalità e la brillantezza degli approfondimenti psicologici, per l'afflato lirico, per una visione moderna della natura e per la sincera partecipazione dell'autore all'esaltazione della passione amorosa. Diversamente dall'originale, la narrazione di Goffredo evidenziò una maggiore sensibilità e armonia con le emozioni e i sentimenti dei protagonisti, senza intaccare una certa raffinatezza e maestria stilistica.
Se Goffredo può essere definito il più irreligioso fra i poeti cavallereschi, la sua vera fede la dimostrò nella magnificazione dell'amore ideale, secondo cui la 'Grotta d'Amore' prende il posto del regno del 'Santo Graal'.
Anche le funzioni civili e la missione della poesia furono spesso sottolineate da Goffredo, assumendo, a loro modo, qualcosa di mistico.
Il suo poema fu portato a termine da vari scrittori, e le versioni più significative risultarono quelle di Enrico di Freiberg e di Ulrico di Turheim.

## Opere pubblicate in italiano
- Tristano, Traduzione in italiano del testo e prefazione di Laura Mancinelli, Torino, Einaudi, 1978, ISBN 978-88-06-13616-1.